# Geoffrey Tréand
Pour les articles homonymes, voir Tréand.
Geoffrey Tréand, né le 16 janvier 1986 à Annemasse, est un footballeur français ayant fait sa carrière en Suisse au poste de milieu relayeur ou de côté.

## Biographie
Geoffrey Tréand, aussi connu sous le nom de Jean-Fred Tréand, commence à l'Étoile Carouge FC en 1re Ligue (D3 suisse). En 2005, il est transféré au Servette FC, en Challenge League (D2), où il dispute plus de 100 matchs et marque 41 buts. 
2010 le voit arriver à Neuchâtel Xamax, en Axpo Super League (D1), puis après un court passage dans le Valais (FC Sion), il revient au Servette FC pour participer à la montée du club en Super League. Lorsque le club descendit l'année suivante, il s'engagea avec le FC Saint-Gall.